# Alfredo Edmead
Francisco Alfredo Edmead (* 1956 in der Dominikanischen Republik; † 22. August 1974 in Salem, Virginia, Vereinigte Staaten) war ein dominikanischer Baseballspieler in der Carolina League. Er spielte für das MiLB-Team Salem Pirates, das damalige Farmteam der Pittsburgh Pirates aus der Major League Baseball (MLB).

## Leben und Karriere
Francisco Alfredo Edmead wurde im Jahre 1956 in der Dominikanischen Republik als eines von elf Kindern geboren. Als 17-Jähriger kam er in die Vereinigten Staaten. Dort erhielt er im Jahre 1973 einen Vertrag bei den Salem Pirates aus der Carolina League, nachdem ihn der damals 27-jährige Scout und ebenfalls Profispieler Pablo Cruz entdeckt hatte. Die Salem Pirates traten in dieser Zeit als MiLB-Farmteam der Pittsburgh Pirates aus der Major League Baseball (MLB) auf. Unter dem einstigen MLB-Profi Johnny Lipon schaffte es Edmead, der nur wenige Englischkenntnisse besaß, in seinem ersten und einzigen Jahr als Outfielder rasch zum Stammspieler. Er brachte es bis zu seinem frühen Tod zu 119 Ligaeinsätzen mit einem Batting Average von .314, 61 Stolen Bases und sieben Home Runs. Laut den Klubverantwortlichen erhielt Edmead die bis dahin höchsten Bonuszahlungen, die je für einen Spieler aus der Dominikanischen Republik getätigt wurden.
Am 22. August 1974 hatte Edmead einen schweren Unfall beim Heimspiel der Salem Pirates gegen die Rocky Mount Phillies im Salem Municipal Stadium. Der gegnerische Pitcher Murray Gage-Cole absolvierte an diesem Abend sein erstes Profispiel. Gage-Cole schlug einen fly ball ins short right field. Edmead jagte dem Ball hinterher, während sein Teamkollege Pablo Cruz als Second Baseman das Feld nach hinten aufmachte. Da sich beide dabei nicht sahen, stießen sie in weiterer Folge aneinander. Cruz’ Knie zertrümmerte den Schädel von Edmead, der umgehend das Bewusstsein verlor. Erst als Cruz, der selbst eine Knieverletzung davontrug, seine Hose nach oben zog und dessen Kniestütze mit Stahlstreben sichtbar wurde, bemerkte man auch die schwerwiegende Verletzung Edmeads. Edmeads Schädel brach vom Frontallappen auf der linken Seite bis zum Hinterkopf auf, was zu einem erheblichen Blutverlust führte. Da die Rettungskräfte erst zehn bis 15 Minuten später eintrafen, konnte Edmeads Leben nicht mehr gerettet werden. Offiziell ist Edmead erst im LewisGale Hospital in Salem verstorben. Laut den damals anwesenden Personen soll er allerdings bereits am Spielfeld aufgrund des hohen Blutverlustes verstorben sein. Bis heute gilt Edmead als der jüngste verstorbene Profi in der Baseballgeschichte der Vereinigten Staaten.
Noch einen Tag vor seinem Tod wurde Edmead in Carolina-League-All-Star-Team gewählt. Nach seinem Tod wurde 1975 vom Salem Athletic Club im Stadion eine Plakette in Erinnerung an den Dominikaner montiert. Die Plakette wurde danach wieder demontiert und in die Salem-Roanoke Baseball Hall of Fame überstellt.